# Брегови укрепления
Брегови укрепления – система от фортификационни съоръжения, предназначени за брегова отбрана. Съоръжават се основно преди война за отбрана на военноморските бази, пристанищата, важни участъци от морското крайбрежие, острови и проливи от нападение на противника по море.

## Елементи на бреговите укрепления
Съставните части на бреговите укрепления са:
- открити и закрити дървени, земни, железобетонни позиции;
- бронирани кули за бреговата артилерия и пускови установки на ракети;
- крепости и фортове;
- подземни убежища и хранилища;
- линиите на загражденията.

## Бреговите укрепления в СССР
По време на Втората световна война в СССР са построени мощни брегови укрепления за отбрана на подходите откъм морето в Ленинград, Севастопол, Колския залив. Основни по повечето направления са фортове, въоръжени с оръдия калибър до 406 милиметра с далечина на стрелбата до 46 километра. Фортовете представляват мощна артилерийска батарея със система от отбранителни фортификационни съоръжения, осигуряващи нейната защита от страната на морето и сушата. Той има автономна система за енергоснабдяване, складови помещения, командни пунктове, помещения за личния състав, които се намират дълбоко под земята или в скалите и са съединени с бетонирани подземни ходове. Например, във фортовете на Ленинград са разположени около 200 оръдия; само във фортовете „Серая Лошадь“ и „Красная Горка“ има 16 единици 305 mm оръдия, без да се броят артилерийските установки по-малък калибър. Фортовете подсигуряват запазването на Ораниенбаумския плацдарм в течение на цялата блокада на Ленинград. Важно значение имат също мощните брегови укрепления за куполните батареи на бреговата артилерия. Например, куполните батареи номер 30 и 35 в Севастопол, номер 315 на остров Езел в хода на войната са подложени на масирани удари на вражеската авиация и артилерия, нееднократно са използвани авиабомби с маса 1000 килограма и 420 kg снаряди. Попаденията от тези бомби и снаряди не водят до разрушения вътре в помещенията на куполните батареи. Ефективни са и дълговременните съоръжения, построени за откритите брегови батареи за 100 – 180 mm оръдия.

## Бреговите укрепления в Германия
По време на Втората световна война в Германия мощни брегови укрепления има на острова Хелголанд, във Вилхелмсхафен и Кил.